# Drepanopeziza populorum
Drepanopeziza populorum (Desm.) Höhn. – gatunek grzybów z rodziny Drepanopezizaceae. Grzyb mikroskopijny, jeden z fitopatogenów wywołujących zgorzel liści topoli.

## Systematyka i nazewnictwo
Pozycja w klasyfikacji według Index Fungorum: Drepanopeziza, Helotiales, Leotiomycetidae, Leotiomycetes, Pezizomycotina, Ascomycota, Fungi.
Po raz pierwszy zdiagnozował go w 1857 r. Jean Baptiste Henri Joseph Desmazières nadając mu nazwę Trochila populorum. Obecną, uznaną przez Index Fungorum nazwę nadał mu Franz von Höhnel w 1917 r.
Synonimy:
- Gloeosporium populi (Lib.) Mont. & Desm. 1846
- Leptothyrium populi Lib. 1832
- Leptothyrium populi Fucke 1870
- Marssonia populi (Lib.) Sacc. 1884
- Marssonina populi (Lib.) Magnus 1906
- Marssonina populi-nigrae Kleb. 1918
- Pseudopeziza populorum (Desm.) Potebnia
- Trochila populorum Desm. 1857
- Trochila populorum Desm. 1857 f. populorum
- Trochila populorum f. salicis-capreae Speg. 1879

## Morfologia i rozwój
Patogen zimuje na opadłych liściach. Tworzy na nich soczewkowate owocniki typu apotecjum o rozmiarach 130–260 µm zawierające worki o rozmiarze 80–100 × 13–14 µm i wstawki. Powstają w nich jednokomórkowe, hialinowe askospory o rozmiarach 10–16 × 5–9 µm. Wiosną zarodniki te roznoszone przez wiatr dokonują infekcji pierwotnej porażając młode liście topoli. Na obydwu stronach porażonych liści wiosną pojawiają się okrągłe lub nieregularne, plamki o średnicy 4–5 mm. Są brązowe, w środku białoszare. Plamki rozrastając się często zlewają się z sobą tworząc duże plamy. Tkanki otaczające plamy żółkną, a następnie  brązowieją. Podobne plamy tworzą się również na ogonkach liściowych i młodych pędach. Podczas wilgotnej pogody w obrębie tych plam powstają bezpłciowo duże ilości zarodników konidialnych, które rozprzestrzeniają chorobę. Porażone liście przedwcześnie opadają, poczynając od najniższych gałęzi.
Acerwulusy, w których wytwarzane są zarodniki konidialne powstają po 7–10 dniach od infekcji przy optymalnej dla patogena temperaturze 17–22° C. Niezbędne do tego są opady deszczu. Stożkowate acerwulusy mają rozmiar 200–400 μm. Zbudowane są z dość luźnych strzępek, na których tworzy się warstwa krótkich konidioforów wytwarzających zarodniki. Wnętrze acerwulusów oprócz konidiów zawiera także śluzowatą substancję, która podczas deszczu pęcznieje, powodując rozrywanie skórki żywiciela i wypychanie konidiów na zewnątrz przez pęknięcia skórki. Konidia są hialinowe, jajowate, proste lub nieco zagięte, o rozmiarach 17–25 × 6–11 µm i dwukomórkowe, przy czym górna komórka jest dłuższa od dolnej.